# Huset (København)
 For alternative betydninger, se Huset. (Se også artikler, som begynder med Huset)
Huset (tidligere Huset i Magstræde) er et kulturhus i København. Huset bruges i dag primært til kulturoplevelser som brætspilscafe, kultfilm, koncerter og teaterforestillinger til burlesque, comedy, litteraturoplæsninger, rollespil, talks og debatter. I Huset findes bl.a. Danmarks første brætspilscafé, Bastard Café, der åbnede i 2014.
Huset har eksisteret siden 1970. Det er ifølge Trap Danmark landets næstældste kulturhus. Danmarks ældste kulturhus er Kulturhuset i Randers, der blev indviet i 1969.
Gennem tiden har rockklubben Barbue fra 1984 og musikere som bl.a. Red Hot Chili Peppers, The Cult, Maceo Parker, Sods, Disneyland After Dark og Radiohead har optrådt. Det er indrettet i en fredet bygning i Rådhusstræde 13, og i de tilstødende ejendomme i Magstræde 12 og 14 i Snarens Kvarter i indre by.

## Historie
Huset har eksisteret siden 1970, hvor Københavns Kommune overdrog det til en gruppe af hippier og kunstnere, der under titlen Projekt Hus havde ambitioner om at skabe et kulturelt mødested for de unge. Projektet stoppede året efter på grund af problemer med blandt andet stofmisbrug. Da Huset lukkede, flyttede nogle af beboerne til Projekt Fabrik i Prinsessegade på Christianshavn, i nærheden af det nuværende Christiania.
I 1972 genåbnede Huset, nu med tilknytning til Københavns Ungdomscentre. Siden da har Huset, med forskellige afbrud, dannet rammen om flere generationers kulturelle strømninger, fra hippier og rødstrømper, over punk og grunge, til nutidens quirky nichekulturer i form af brætspil, kultfilm og meget andet.
Teatret, kaldt Husets Teater, blev grundlagt i 1975, og flyttede i 1995 til Fiolteatrets gamle lokaler i Den brune Kødby. Lokalerne i Huset overtoges af Teater Sthyr & Kjær, opkaldt efter grossistselskabet Sthyr & Kjær, der havde hovedkvarter i bygningen fra midten af 1800-tallet.
I efteråret 2005 genopstod Huset med en ny profil med fokus på rytmisk musik, jazz, teater og performance.
Huset bliver i dag brugt til en række forskellige kulturoplevelser som kultfilm, koncerter og teaterforestillinger til burlesque, comedy, litteraturoplæsninger, rollespil, talks og debatter.
I dag er Huset en del af kulturklyngen DIT:KBH, som udover Huset består af kulturhusene Union, Onkel Dannys Plads, Basement, Kraftwerket, Kulturhuset Indre By, Villa Kultur, CPH Volunteers, samt det nyåbnede kulturhus Stairway i Vanløse.
Huset rummer bl.a. Danmarks første brætspilscafé, Bastard Café, der åbnede i 2014. I dag har Bastard Café afdelinger flere andre steder.

## Bygningshistorie
Huset råder i dag over tre ejendomme, heraf en i Rådhusstræde og to i Magstræde. Ejendommene støder op til hinanden i baghusene, men indgangene fra de to veje ligger ikke ved siden af hinanden.
Forhuset i Rådhusstræde, der er bygget efter Københavns brand i 1728, blev opført i to etager med kvist men er senere blevet forhøjet.
Bygningen var fra 1811 til 1969 hovedsæde for grossistfirmaet Sthyr & Kjær (senere Dagrofa), der blev stiftet af Selgen Sthyr og Peter Bernhard Kjær i 1866. Facadens udsmykning er fra omkring 1852.
I 1903 købte virksomheden også naboejendommene i Magstræde 12 og 14, og i forbindelse med en ombygning i begyndelsen af 1900-tallet blev et stort pakhus opført i Magstræde 14, der så blev baghus til Rådhusstræde 13.
Forhuset i Magstræde 12 blev opført i to etager 1730–1731 for brygger Peder Børgesen. Det blev forhøjet ud mod gaden i 1811, men de oprindelige to etager mod gårdsiden blev bibeholdt. Det meste af gavlen mod Magstræde 14 er synlig, da det tidligere pakhus på matriklen er trukket lidt tilbage fra gaden.
Bygningerne på Rådhusstræde 13 og Magstræde 12 blev fredet i 1945, og i 1969 købte Københavns Kommune de tre sammenhængende ejendomme.